# Jon Sieben
Pour les articles homonymes, voir Sieben.
Jonathan Scott Sieben dit Jon Sieben, né le 24 août 1966 à Brisbane, est un nageur australien.

## Biographie
Aux Jeux olympiques d'été de 1984 à Los Angeles, Jon Sieben remporte la médaille d'or du 200 mètres papillon ainsi qu'une médaille de bronze au relais 4 × 100 mètres quatre nages.